# Karbonisieren (Textil)
Unter Karbonisieren (Carbonisieren) versteht man ein Bearbeitungsverfahren für textile Produkte und Verbundwerkstoffe.

## Textilien
Sowohl Flächengebilde (Gewebe, Gewirke, Gestricke oder Geflechte) als auch Fäden und Garne lassen sich karbonisieren. Dabei dient geringprozentige Schwefelsäure (2–3 %) dazu, den Zelluloseanteil im Faserverbund zu „verzuckern“. Man kann ihn dann mechanisch wie Kohlenstaub ausklopfen, auswaschen oder im Schlagwolf entfernen.
Besonders bei der Aufarbeitung von Reißwolle wird das Karbonisieren zur Bereinigung  geringwertiger Zellulosewolle genutzt.